# Zueitina
Zueitina (in arabo: الزويتينة)  è una città e un porto della Libia facente parte del Distretto di al-Wahat, in Cirenaica.

## Clima
Il clima della città è desertico caldo, di classificazione BWh secondo la classificazione dei climi di Köppen.
| Stazione Meteorologica di Agedabia (30°43' 20°10'; circa 27km da Zueitina) | Mesi | Mesi | Mesi | Mesi | Mesi | Mesi | Mesi | Mesi | Mesi | Mesi | Mesi | Mesi | Anno |
| Stazione Meteorologica di Agedabia (30°43' 20°10'; circa 27km da Zueitina) | Gen  | Feb  | Mar  | Apr  | Mag  | Giu  | Lug  | Ago  | Set  | Ott  | Nov  | Dic  | Anno |
| -------------------------------------------------------------------------- | ---- | ---- | ---- | ---- | ---- | ---- | ---- | ---- | ---- | ---- | ---- | ---- | ---- |
| T. max. media (°C)                                                         | 17,9 | 19,3 | 22,0 | 25,9 | 28,8 | 33,3 | 32,1 | 32,6 | 31,6 | 29,2 | 24,7 | 19,6 | 26,4 |
| T. media (°C)                                                              | 12,8 | 16,4 | 17,2 | 20,6 | 24,4 | 25,6 | 26,1 | 26,7 | 25,6 | 22,8 | 20,0 | 15,0 | 21,1 |
| T. min. media (°C)                                                         | 3    | 4    | 8    | 13   | 18   | 22   | 22   | 22   | 19   | 15   | 9    | 4    | 13,3 |
| Precipitazioni (mm)                                                        | 40   | 28   | 3    | 2    | 2    | 1    | 0    | 1    | 2    | 7    | 22   | 27   | 135  |
| Umidità relativa media (%)                                                 | 75   | 75   | 70   | 64   | 57   | 53   | 56   | 56   | 58   | 59   | 63   | 72   | 63,2 |

## Storia
Nella zona sono presenti diversi resti romani.
Nel 2011 la città fu interessata da battaglie nel contesto della prima guerra civile.

## Economia
Importanti attivitià economiche della zona sono la pesca e l'allevamento per la produzione di uova. In città è anche presente una filiale della Unity Bank Azwaitne.
Zueitina è collegata da un piccolo tratto stradale alla strada costiera nazionale, sezione della più ampia Strada trans-africana 1, la quale collega Il Cairo a Dakar.
Circa 15km a sud della città, lungo la costa, si trova un aeroporto di piccole dimensioni (codice ICAO HL59).

### Porto
L'economia del porto si basa oggigiorno sull'esportazione del petrolio e sulla raffinazione dei prodotti petroliferi. Il porto iniziò l'esportazione di petrolio nel 1968 e di gas naturale nel 1971.  Nel 2022 il porto contava 2909 impiegati libici e 74 stranieri, mentre nel 2009 ne contava 2474 di cui 2264 locali. Il porto gestisce approssimativamente 270 imbarcazioni annualmente.
L'energia generata nel porto ammonta a 54,0 megawatt al giorno. Nel porto è anche attivo un impianto di dissalazione dell'acqua marina, che produce 1350 metri cubici di acqua al giorno.